# バスケットボール女子スペイン代表
バスケットボール女子スペイン代表(Spain national basketball team)は、スペインバスケットボール連盟により国際大会に派遣される女子バスケットボールナショナルチームである。
自国開催のバルセロナ大会で五輪初出場。1993年には欧州制覇を成し遂げ、1994年世界選手権初出場も果たす。2016年リオデジャネイロ五輪で銀メダルを獲得した

## 主な国際大会成績
- 夏季オリンピック
  - 1992年 － 5位
  - 2004年 － 6位
  - 2008年 － 5位
  - 2016年 － 銀メダル
- 世界選手権
  - 1994年 － 8位
  - 1998年 － 5位
  - 2002年 － 5位
  - 2006年 － 8位
  - 2010年 － 銅メダル
  - 2014年 － 銀メダル
  - 2018年 － 銅メダル
- ユーロバスケット
  - 優勝：1993年・2013年・2017年・2019年